# Contee del Connecticut
Questa è una lista delle otto contee del Connecticut, negli Stati Uniti d'America.

## Storia

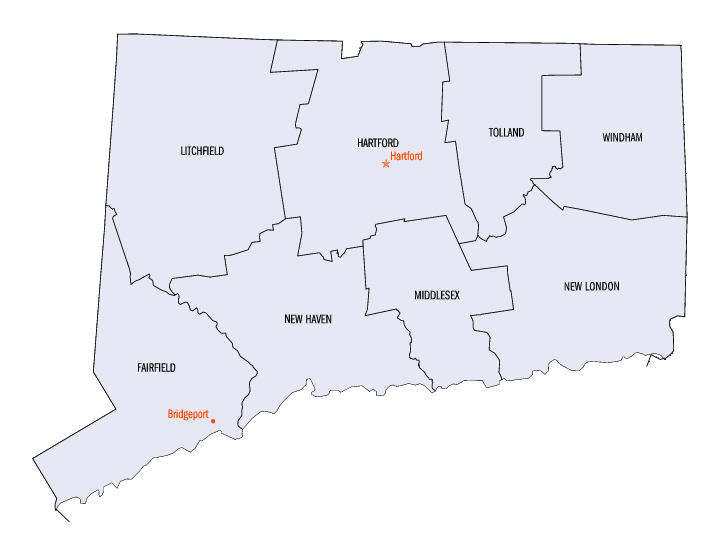
Contee del Connecticut

Quattro contee sono state fondate nel 1666, poco dopo la Colonia del Connecticut e della colonia del New Haven. Due contee sono state create successivamente in epoca coloniale, e due contee (Middlesex e Tolland) sono state fondate dopo l'indipendenza americana (entrambi nel 1785). 
Il nome di sei contee deriva da luoghi inglesi, nazione dalla quale molti coloni provenivano.
Anche se il Connecticut è suddivisa in contee, non è previsto l'organo di governo delle contee; il governo locale è costituito da città e towns. Il governo della contea è stata abolita nel Connecticut nel 1960, anche se i nomi restano per scopi geografiche.

## Lista
| Nome       | Codice FIPS | Capoluogo di contea (precedente capoluogo)                                  | Data di fondazione | Origine                                                    | Etimologia                                                                                         | Popolazione | Superficie | Mappa |
| ---------- | ----------- | --------------------------------------------------------------------------- | ------------------ | ---------------------------------------------------------- | -------------------------------------------------------------------------------------------------- | ----------- | ---------- | ----- |
| Fairfield  | 001         | Fairfield (1666–1853) Bridgeport (1853–1960)                                | 1666               | Una delle quattro iniziali contee create nel Connecticut   | Dalle centinaia di acri di palude d'acqua salata che costeggiavano la costa.                       | 916.829     | 1.621 km²  |       |
| Hartford   | 003         | Hartford (1666–1960)                                                        | 1666               | Una delle quattro iniziali contee create nel Connecticut   | Dalla contea di Hertfordshire in Gran Bretagna                                                     | 894.014     | 1.906 km²  |       |
| Litchfield | 005         | Litchfield (1751–1960)                                                      | 1751               | Parte del territorio di Fairfield, Hartford e di New Haven | Città di Lichfield in Gran Bretagna                                                                | 189.927     | 2.383 km²  |       |
| Middlesex  | 007         | Middletown (1785–1960)                                                      | 1785               | Parte del territorio di Hartford e di New London           | Dalla contea di Middlesex in Gran Bretagna                                                         | 165.676     | 956 km²    |       |
| New Haven  | 009         | New Haven (1666–1960)*                                                      | 1666               | Una delle quattro iniziali contee create nel Connecticut   | Dalla colonia del New Haven, fondata come rifugio dove i puritani erano liberi dalle persecuzioni. | 862.477     | 1.570 km²  |       |
| New London | 011         | New London (1666–1960)                                                      | 1666               | Una delle quattro iniziali contee create nel Connecticut   | Deriva da Londra, Gran Bretagna                                                                    | 274.055     | 1.725 km²  |       |
| Tolland    | 013         | Tolland (1785–1889) Rockville (1889–1960)                                   | 1785               | Parte del territorio di Hartford e di Windham              | Tolland, Somerset, Gran Bretagna                                                                   | 152.691     | 1.062 km²  |       |
| Windham    | 015         | Windham (1726–1819) Brooklyn (1819–1895) Willimantic and Putnam (1895–1960) | 1726               | Parte del territorio di Hartford e di New London           | Dalla cittadina di Windham (oggi Wineham) nel Sussex, Inghilterra                                  | 118.428     | 1.329 km²  |       |